# 袁华
袁华（1974年4月16日—）是中国一位女子柔道运动员，出生于辽宁省辽阳市，1988年进入辽阳体校开始接受柔道训练，1989年进入辽宁省队，1996年进入国家队。在2000年悉尼奥运会上获得柔道女子78公斤以上级冠军。

## 主要成绩
- 1997年东亚运动会，女子无差别级冠军
- 1997年全运会，女子78公斤以上级冠军
- 1998年亚运会，女子78公斤以上级冠军
- 1999年夏季世界大学生运动会，女子78公斤以上级和无差别级冠军
- 2000年悉尼奥运会，女子78公斤以上级冠军
- 2001年夏季世界大学生运动会，女子柔道78公斤级冠军